# 傍晚

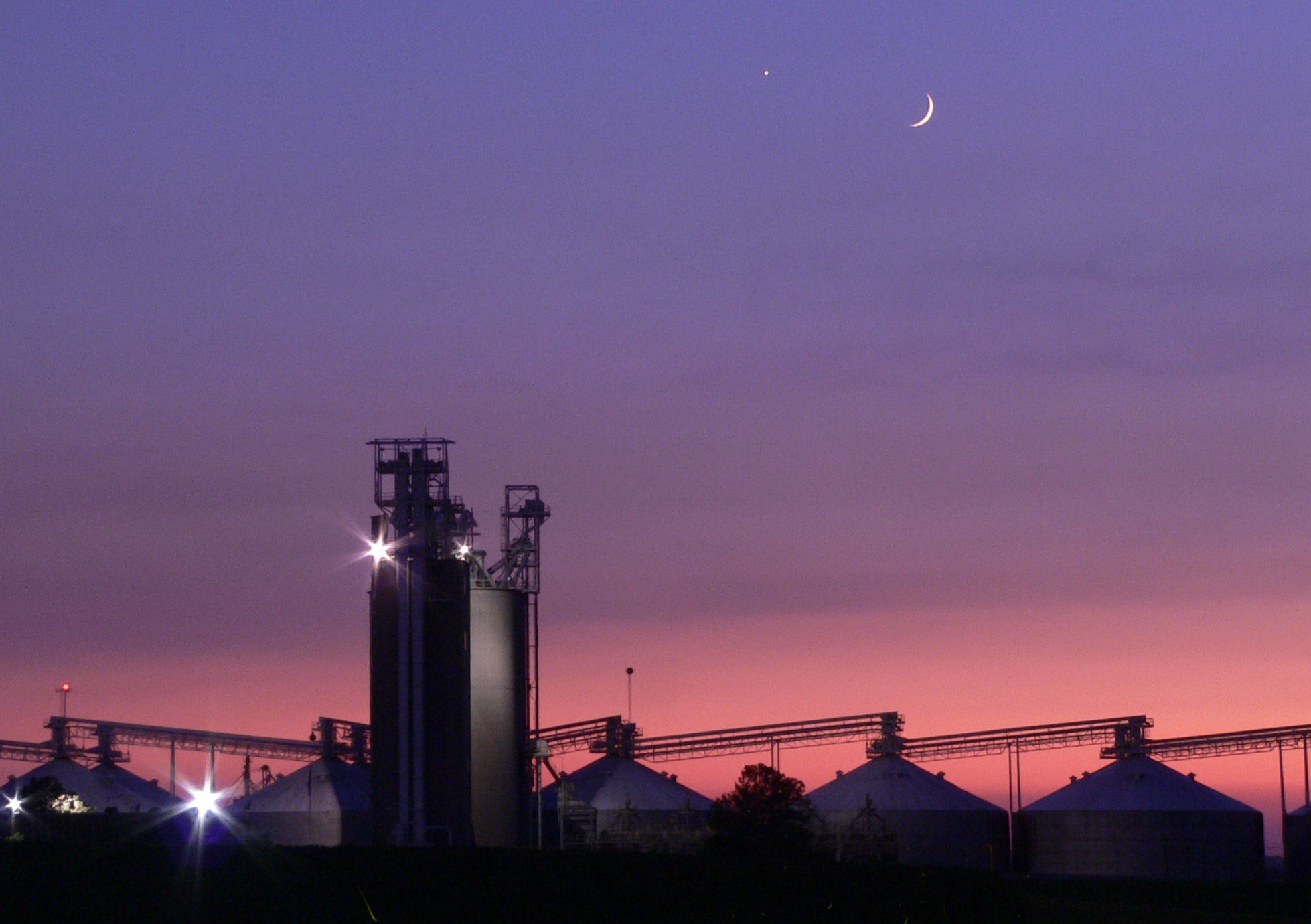
黃昏時的金星與月亮

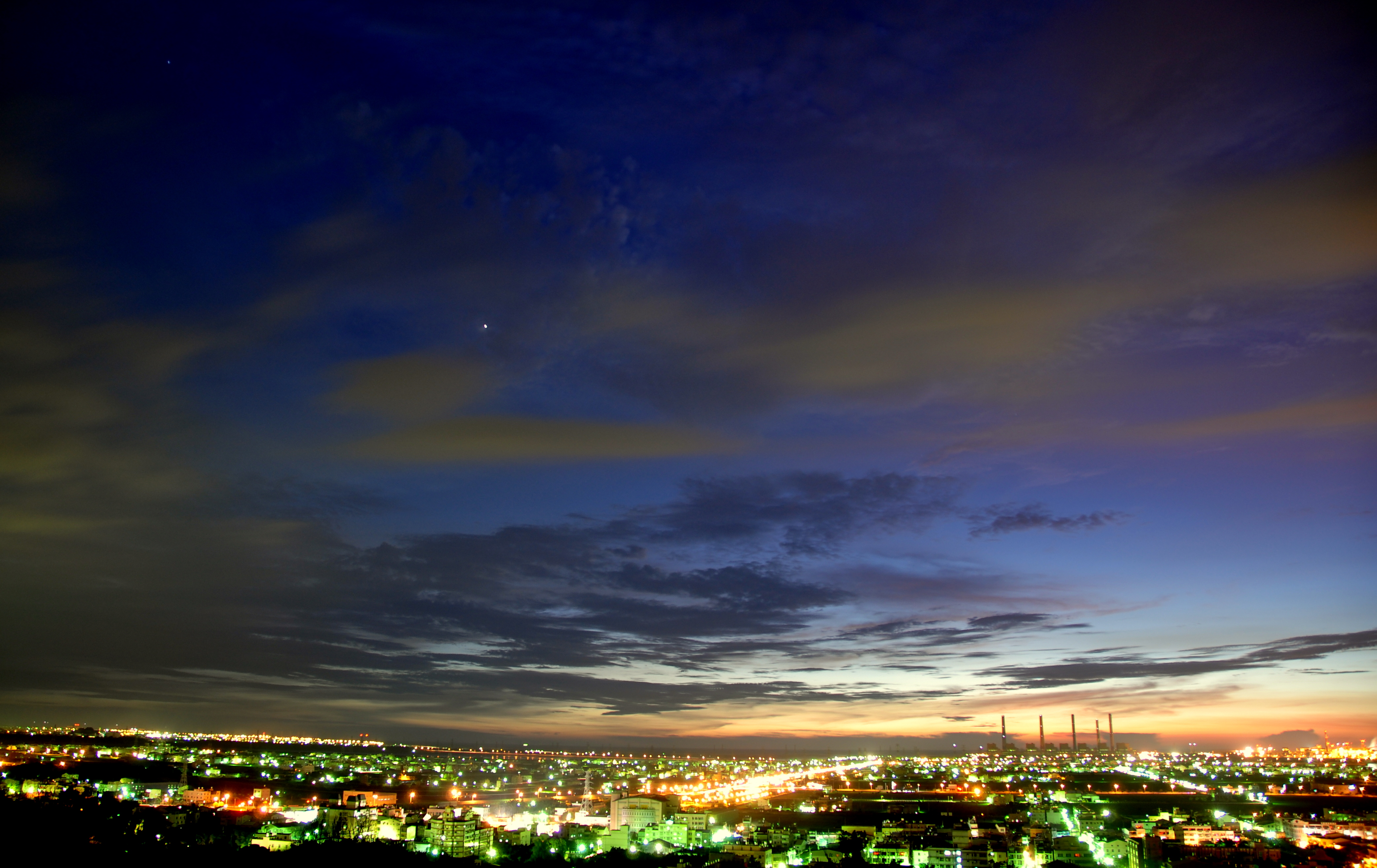
傍晚入夜時分夜空西懸金星掛角。

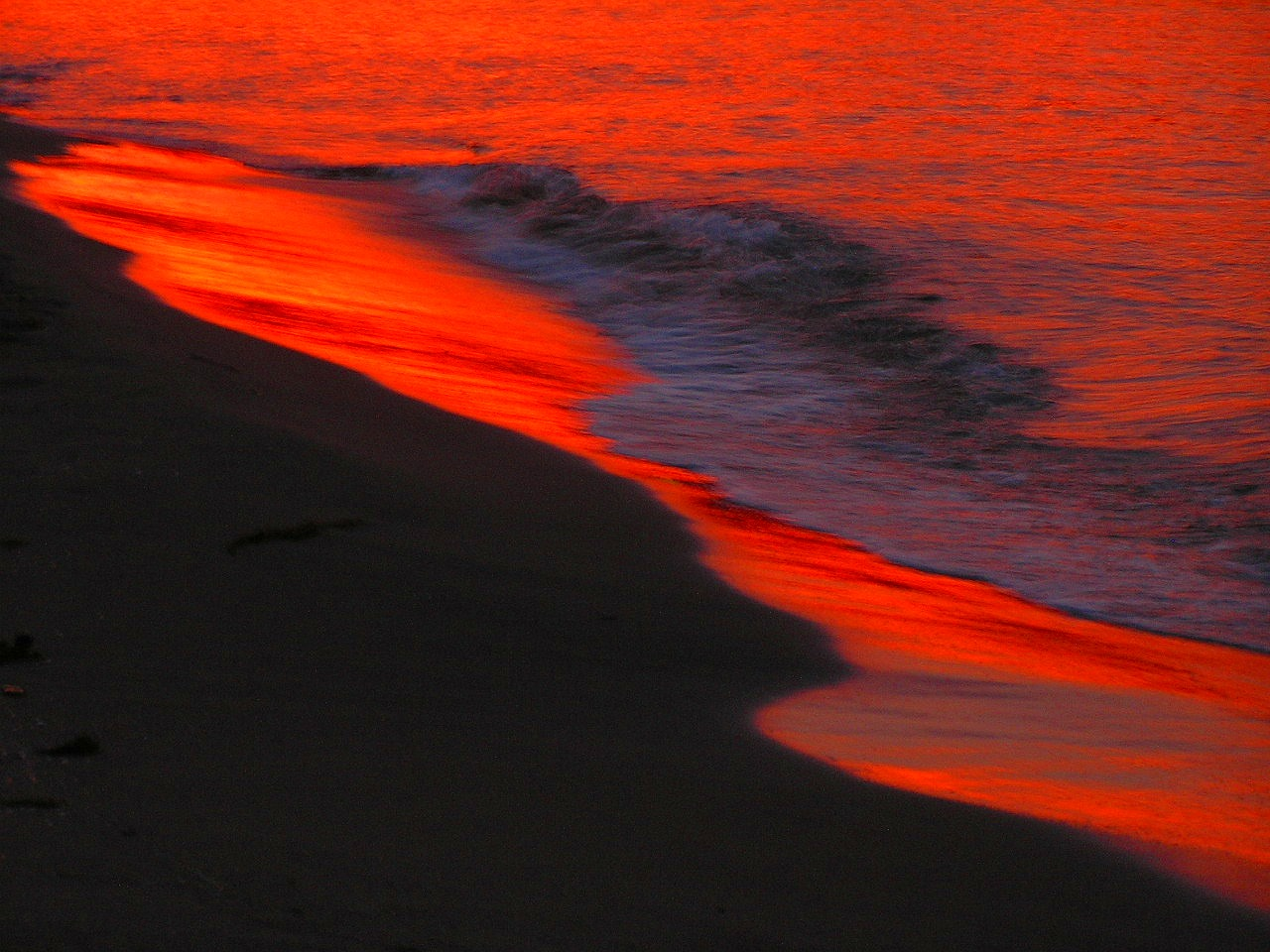
黄昏水邊（日本）

傍晚，是比黄昏早約2小時，指日落左右的時間，即日光至晚上的過渡時刻（或下午5至7時）。
月見草屬的植物會在這個時刻開花。
金星在這個時候於西方出現，被古中國人稱為“長庚”，於早晨時則於東方出現，被古中國人稱為“啟明”，名字不同，但其實同樣是指金星。
傍晚是大部份人們下班的時間，因此城市的交通通常十分擠塞。

## 參看條目
- 早晨
- 日光
- 晚上
- 攝影Magic hour